# Élections législatives de 1898 dans la Marne
Les élections législatives de 1898 ont eu lieu les 8 mai et 22 mai.

## Résultats à l'échelle du département
| Partis         | Partis                     | Premier tour | Premier tour | Deuxième tour | Deuxième tour | Sièges |
| Partis         | Partis                     | Voix         | %            | Voix          | %             | Sièges |
| -------------- | -------------------------- | ------------ | ------------ | ------------- | ------------- | ------ |
|                | Républicains progressistes | 40 031       | 42,39        | 6 294         | 29,72         | 3      |
|                | Radicaux                   | 38 230       | 40,48        | 12 089        | 57,07         | 3      |
|                | Républicains socialistes   | 9 116        | 9,65         |               |               | 1      |
|                | Socialistes                | 5 563        | 5,89         | 0             |               |        |
|                | Monarchistes               | 1 498        | 1,59         | 2 798         | 13,21         | 0      |
|                |                            |              |              |               |               |        |
| Inscrits       | Inscrits                   | 119 020      | 100,00       | 27 480        | 100,00        | 7      |
| Votants        | Votants                    | 96 621       | 81,18        | 21 947        | 79,87         |        |
| Abstentions    | Abstentions                | 22 399       | 18,82        | 2 533         | 9,22          |        |
| Blancs et nuls | Blancs et nuls             | 2 483        | 2,57         | 766           | 3,49          |        |
| Exprimés       | Exprimés                   | 94 438       | 97,74        | 21 181        | 96,51         |        |

## Résultats par arrondissement

### Arrondissement de Châlons-sur-Marne
| Candidat       | Candidat       | Parti                    | Premier tour | Premier tour |
| Candidat       | Candidat       | Parti                    | Voix         | %            |
| -------------- | -------------- | ------------------------ | ------------ | ------------ |
|                | Léon Bourgeois | Radical                  | 7 759        | 58,12        |
|                | Giraut-Masson  | Républicain progressiste | 5 591        | 41,88        |
|                |                |                          |              |              |
| Inscrits       | Inscrits       | Inscrits                 | 15 493       | 100,00       |
| Votants        | Votants        | Votants                  | 13 486       | 87,05        |
| Abstention     | Abstention     | Abstention               | 2 007        | 12,95        |
| Blancs et nuls | Blancs et nuls | Blancs et nuls           | 136          | 1,01         |
| Exprimés       | Exprimés       | Exprimés                 | 13 350       | 98,99        |

### Arrondissement d'Épernay
| Candidat       | Candidat       | Parti                    | Premier tour | Premier tour |
| Candidat       | Candidat       | Parti                    | Voix         | %            |
| -------------- | -------------- | ------------------------ | ------------ | ------------ |
|                | Ernest Vallé   | Radical                  | 12 010       | 52,49        |
|                | Coutant        | Républicain progressiste | 5 881        | 25,70        |
|                | René Lamarre   | Socialiste               | 2 620        | 11,45        |
|                | Labbé          | Républicain progressiste | 2 369        | 10,35        |
|                |                |                          |              |              |
| Inscrits       | Inscrits       | Inscrits                 | 28 834       | 100,00       |
| Votants        | Votants        | Votants                  | 23 359       | 81,01        |
| Abstention     | Abstention     | Abstention               | 5 475        | 18,99        |
| Blancs et nuls | Blancs et nuls | Blancs et nuls           | 479          | 2,05         |
| Exprimés       | Exprimés       | Exprimés                 | 22 880       | 97,95        |

### Arrondissement de Reims

#### 1recirconscription
| Candidat       | Candidat                    | Parti                    | Premier tour | Premier tour |
| Candidat       | Candidat                    | Parti                    | Voix         | %            |
| -------------- | --------------------------- | ------------------------ | ------------ | ------------ |
|                | Adrien Lannes de Montebello | Républicain progressiste | 7 183        | 53,07        |
|                | Paul Degouy                 | Radical                  | 6 351        | 46,93        |
|                |                             |                          |              |              |
| Inscrits       | Inscrits                    | Inscrits                 | 17 656       | 100,00       |
| Votants        | Votants                     | Votants                  | 13 933       | 78,91        |
| Abstention     | Abstention                  | Abstention               | 3 723        | 21,09        |
| Blancs et nuls | Blancs et nuls              | Blancs et nuls           | 399          | 2,86         |
| Exprimés       | Exprimés                    | Exprimés                 | 13 534       | 97,14        |

#### 2ecirconscription
| Candidat       | Candidat       | Parti                    | Premier tour | Premier tour |
| Candidat       | Candidat       | Parti                    | Voix         | %            |
| -------------- | -------------- | ------------------------ | ------------ | ------------ |
|                | Léon Mirman    | Républicain socialiste   | 9 116        | 59,64        |
|                | Victor Lambert | Républicain progressiste | 3 794        | 24,82        |
|                | Foulon         | Socialiste               | 1 403        | 9,18         |
|                | Houlon         | Socialiste               | 971          | 6,35         |
|                |                |                          |              |              |
| Inscrits       | Inscrits       | Inscrits                 | 20 928       | 100,00       |
| Votants        | Votants        | Votants                  | 15 828       | 75,63        |
| Abstention     | Abstention     | Abstention               | 5 100        | 24,37        |
| Blancs et nuls | Blancs et nuls | Blancs et nuls           | 544          | 3,44         |
| Exprimés       | Exprimés       | Exprimés                 | 15 284       | 96,56        |

#### 3ecirconscription
| Candidat       | Candidat            | Parti                    | Premier tour | Premier tour | Deuxième tour | Deuxième tour |
| Candidat       | Candidat            | Parti                    | Voix         | %            | Voix          | %             |
| -------------- | ------------------- | ------------------------ | ------------ | ------------ | ------------- | ------------- |
|                | Ernest Monfeuillart | Radical                  | 5 559        | 48,82        | 7 104         | 71,74         |
|                | Lothelain           | Républicain progressiste | 3 761        | 33,03        |               |               |
|                | De Boham            | Monarchiste              | 1 498        | 13,16        | 2 798         | 28,26         |
|                | Argyriadès          | Socialiste               | 569          | 5,00         |               |               |
|                |                     |                          |              |              |               |               |
| Inscrits       | Inscrits            | Inscrits                 | 14 115       | 100,00       | 13 897        | 100,00        |
| Votants        | Votants             | Votants                  | 11 534       | 81,71        | 10 512        | 75,64         |
| Abstention     | Abstention          | Abstention               | 2 581        | 18,29        | 3 385         | 24,36         |
| Blancs et nuls | Blancs et nuls      | Blancs et nuls           | 147          | 1,27         | 610           | 5,80          |
| Exprimés       | Exprimés            | Exprimés                 | 11 387       | 98,73        | 9 902         | 94,20         |

### Arrondissement de Sainte-Menehould
| Candidat       | Candidat              | Parti                    | Premier tour | Premier tour |
| Candidat       | Candidat              | Parti                    | Voix         | %            |
| -------------- | --------------------- | ------------------------ | ------------ | ------------ |
|                | Paul Charles Bertrand | Républicain progressiste | 3 840        | 56,65        |
|                | Philippoteaux         | Radical                  | 2 939        | 43,35        |
|                |                       |                          |              |              |
| Inscrits       | Inscrits              | Inscrits                 | 8 411        | 100,00       |
| Votants        | Votants               | Votants                  | 7 046        | 83,77        |
| Abstention     | Abstention            | Abstention               | 1 365        | 16,23        |
| Blancs et nuls | Blancs et nuls        | Blancs et nuls           | 267          | 3,79         |
| Exprimés       | Exprimés              | Exprimés                 | 6 779        | 96,21        |

### Arrondissement de Vitry-le-François
| Candidat       | Candidat       | Parti                    | Premier tour | Premier tour | Deuxième tour | Deuxième tour |
| Candidat       | Candidat       | Parti                    | Voix         | %            | Voix          | %             |
| -------------- | -------------- | ------------------------ | ------------ | ------------ | ------------- | ------------- |
|                | Léon Morillot  | Républicain progressiste | 4 939        | 44,00        | 6 294         | 55,80         |
|                | Tautet         | Radical                  | 3 612        | 32,18        | 4 985         | 44,20         |
|                | Perroche       | Républicain progressiste | 2 673        | 23,82        |               |               |
|                |                |                          |              |              |               |               |
| Inscrits       | Inscrits       | Inscrits                 | 13 583       | 100,00       | 13 583        | 100,00        |
| Votants        | Votants        | Votants                  | 11 435       | 84,19        | 11 435        | 84,19         |
| Abstention     | Abstention     | Abstention               | 2 148        | 15,81        | 2 148         | 15,81         |
| Blancs et nuls | Blancs et nuls | Blancs et nuls           | 211          | 1,85         | 156           | 1,36          |
| Exprimés       | Exprimés       | Exprimés                 | 11 224       | 98,15        | 11 279        | 98,64         |